# Pascal Clément
Pascal Clément (ur. 12 maja 1945 w Boulogne-Billancourt, zm. 21 czerwca 2020 w Paryżu) – francuski polityk, były minister sprawiedliwości i strażnik pieczęci, parlamentarzysta.

## Życiorys
Studiował literaturę, prawo i filozofię. Absolwent Instytutu Nauk Politycznych w Paryżu. Praktykował jako adwokat przy paryskim sądzie apelacyjnym.
Zaangażował się w działalność centrowej Unii na rzecz Demokracji Francuskiej. W 1977 został merem Saint-Marcel-de-Félines, zajmował to stanowisko nieprzerwanie do 2001. Od 1982 do 2008 był radnym departamentu Loary, początkowo jako wiceprzewodniczący, a od 1994 przewodniczący rady generalnej.
W 1978 po raz pierwszy został wybrany do Zgromadzenia Narodowego. Mandat poselski sprawował do 2005 z przerwą w latach 1993–1995, kiedy to w rządzie Édouarda Balladura pełnił funkcję wiceministra odpowiedzialnego za kontakty z niższą izbą francuskiego parlamentu.
W 2002 przeszedł z UDF do Unii na rzecz Ruchu Ludowego. W 2005 wszedł w skład rządu Dominique’a de Villepina jako minister sprawiedliwości i strażnik pieczęci. Urząd ten sprawował do 2007, powracając po kolejnych wyborach do pełnienia funkcji posła do Zgromadzenia Narodowego. W 2012 nie ubiegał się o poselską reelekcję.